# خميسة
خميسة  مسقط رأس تاكفاريناس، مدينة أثرية أقيمت في عهد الإمبراطور “تراجان Trajan” وتتربع على مساحة 65 هكتار، تبعد عن مدينة سدراتة ب20 كلم (ولاية سوق أهراس) و هي مدينة جبلية، هذا الموقع عبارة عن مثلث قاعدته في الجنوب و قمته في الشمال، كما يلاحظ وجود برج للمراقبة، من جهة الشمال الشرقي يتموقع المسرح الروماني، والساحة العمومية الجديدة إضافة إلى المسابح الرومانية و الأديرة.
المدينة التي من المفترض أنها مسقط رأس الثائر النوميدي الشّهير : تاكفاريناس  والتي كما يذكر المؤرّخ تاسيتس كانت عرضة لحصار قوات تاكفاريناس خلال ثورته على الرومان، كما عرفت كما ذكر القديس أوغسطين في رسائله عدّة مرّات بأنها كانت حصنا للمذهب دوناتية المتمرّد على الحكم الروماني، وعليه فإنّها معلم تاريخي ذو رصيد ثريّ جدا.

## تاريخ
على بعد 37 كم غرب سوق أهراس، مدينة خميسة الأثرية بسدراتة، في الأصل هي مدينة نوميدية شيدها البربر تحت أسم تبرسق على منطقة ترتفع 960م عن مستوى سطح البحر، تعايشت المدينة مع الحضارة القرطاجية و هذا ما يؤكده شواهد قبور تحمل كتابات ليبية و أخرى بونيقية، اكتشفت أيضا ناقشات تحمل أسم الآلهة تانيت القرطاجية، سيرت المدينة في الفترة النوميدية بنظام قبلي نوميدي،
عندما أستقر الرومان في المنطقة أخدت تسمية تبرسق النوميدية وازدوج فيها حكمين إذ أستمر الحكم النوميدي نظرا لكثرة السكان المحليين إلى جانب الحكم الروماني، في عهد تراجان حوالي القرن الثاني ميلادي بنيت مدينة خميسة الرومانية تحت أسم تبرسيكوم نوميداروم ثم رقيت إلى رتبة بلدية رومانية تعيش بها قبيلة بابيرية، عرفت خميسة أوج الحضارة في التعمير و حتى التصدير لمواد مختلفة منها الفخار وزيت الزيتون الوافر الإنتاج خاصة لمرور وادي مجردة بالمنطقة، حل بخميسة البزنطيون حوالي القرن السادس ميلادي و أحتفظوا بالتسمية النوميدية أي تبرسق،
تأخذ خميسة شكل مثلث تمتد قاعدتها من الجنوب و تتجه قمته نحوى الشمال، تتسع المدينة بأتجاه القمم العليا من حيث تنبع الأودية الثلاثة : وادي مجردة، الكبريت، والدنام، تتضمن خميسة جزأين أساسيين هما المدينة العتيقة ،المدينة الجديدة.
شهدت توسعات على مر السنين و هذا ما جعل القائمين عليها يبنون ساحتين لتعرف فيما بعد بمدينة الساحتين، أجريت حفريات بالموقع سنة 1902م نظمها (جولي) و (قزال) لترى أجزاء المدينة النور بعدما كانت ركاما تحت الأثرية، ذكر القديس أوغسطين خميسة في كتاباته عندما زار سيرتا لتكريس صديقه بروفوتوروس.
صنفت خميسة ضمن التراث الوطني المحفوظ سنة 1968م.
يحتوي الموقع على :
بلاتيا فيتوس ، فوروم نوفوم ،المسرح ، الحمامات ،المعبد ، الأروقة ،البازيليك، قاعة المجلس ، القلعة البيزنطية ،المقابر ،الكنيسة الصغيرة ،الصهاريج و الخزانات ،معبد نبتون .
إلى جانب هذه المعالم الرائعة لمدينة خميسة الأثرية ،يمكنكم أيضا زيارة القوس النصر ، بوابة تيفاش، الباب التذكاري ، حي الصناعات التقليدية و الفخاريات و المسبح ذو شكل القيتار، يستطيع زائر الموقع الاستمتاع بالأجواء الرائع لخميسة خاصة من مرتفعاتها ليستنشق نسمات الحضارة و فسيفساء جمال الطبيعة الخلابة.

## تعريف الموقع

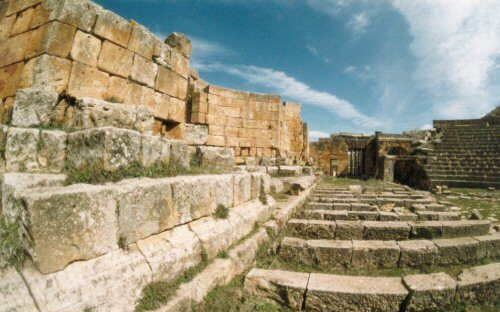
المسرح الروماني
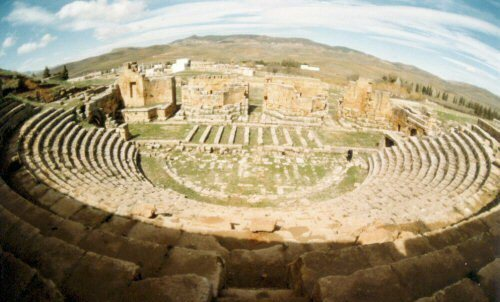
المسرح الروماني
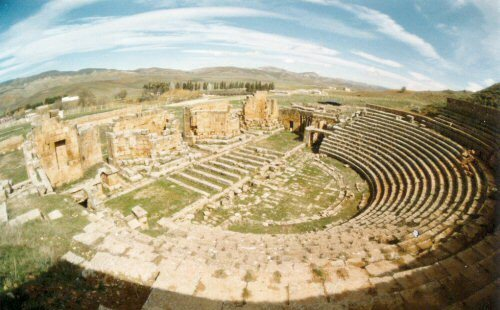
المسرح الروماني
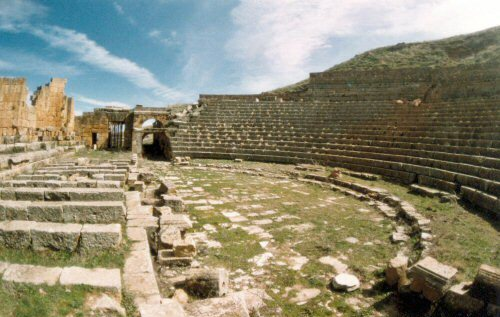
المسرح الروماني

يتجه من الشمال إلى الجنوب الغربي على مساحة تقدر ب 6 هكتارات ويرتفع من مترين إلى ثلاثة أمتار والسور يتكون من جدار داخلي وخارجي يعرض 2.5م، وقد بني هذا الجدار بالحجارة الكبيرة، وهي تقنية بناء ترتكز العمل بالحجارة الكبيرة والمصقولة. 

### معبد العائلة
يتألف هذا الصرح الضخم من 32 درجة توصلنا مباشرة إلى ساحة تقدر أبعادها ب 32.60 على 34.6 ومن خلالها أيضا نرقى بدرجات إلى المعبد.

### قوس كركلا
يتكون هذا المعلم من ثلاثة أقواس وهو يحدد لنا الجهة الشرقية للمدينة وبداية الطريق نحو مقاطعة موريتانيا ودرب القديس أوغستين ويقدر علوه ب 12.5 وعرضه 4 أمتار وكل جهة منه زينت بزوجين من الأعمدة ذات النمط الكورنثي، وأقيم هذا الصرح على شرف الإمبراطور كركلا.

### مسرح عمره السنة الثانية ميلادي
أقيم في القرن الثاني للميلاد على هضبة وهو يتسع لحوالي 3000 مشاهد بالإضافة إلى مدرج ذي ثلاث درجات مخصص لطبقة النبلاء وهي مفصولة عن باقي المدرجات بجدار صغير وقد أقيم هذا المعلم من الحجارة الكبيرة المهذبة، والمعمودية مبنية من الآجر على شكل قبة بيضاوية ومن الداخل بها رواق دائري وأرضيته مبلطة بالفسيفساء وأكثر مايلفت انتباهك فسيفساء مهشمة ولم يبق منها، إلا قطع تظهر فيها وبجلاء امرأة شبه عارية والجزء المغطى مستور بلحاف أحمر، وهي تمثل الإلهة أمفتريت، ممتطية عربة، وعندما نصعد إلى الربوة المقابلة للمسّرح يقع بصرنا على فسيفساء الصيد الكبرى وهي تبين لنا طرق الصيد المختلفة وفي وسطه «أمبروسيا» إحدى مرضعات الإله باخوس إضافة إلى تماثيل رخامية وأنصاب، ونرى أن الجولة إلى آثار خميسة التاريخية «لاتنتهي بمجرد أنك تكتشف كل مافيها من آثار للعيان.. في نهاية رحلة تولد بداية رحلة أخرى مليئة بالتساؤلات. إجاباتها قصص وروايات لو أنها مسجلة تاريخيا لقيل عنها أنها من صنع الخيال. إن لخميسة خبايا ماتزال تحت الأرض منها المقبرة التي لم يتم العثور عليها بعد رغم التقنيات التي بدأت عام 1912م إلى غاية 1958م من طرف الفرنسيين، قيل عنها تقنيات لم تتم بطريقة جيدة فما عثر عليه يعادل فقط 70 بالمائة والباقي مايزال دفين المدينة الرومانية التي أستطاع ملوكها وبإمكانيات قليلة أغلبها من الحجر أن يؤسسوا مدينة تتسع لحوالي 40 هكتارا بها مسرح يتسع لحوالي 3000 مشاهد وعدد من المعابد والأشياء الثمينة التي لاتقدر بثمن.

## ليالي خميسة الثقافية
ليالي خميسة الثقافية،  مهرجان ليالي خميسة الثقافية الوطني الذي ينظم سنوياً في فصل الصيف، بحضور العديد من الفنانين المشهورين من الجزائر.

## وصلات داخلية
- تاكفاريناس
- طاغاست

## وصلات خارجية
- سوق أهراس : إعادة تأهيل الموقعين الأثريين لكل من خميسة ومادور